# 防風通聖散
防風通聖散，出典自《醫方集解》，共含有防風、荊芥、連翹、麻黃、薄荷、川芎、當歸、白芍、白朮、山梔子、大黃、芒硝、黃芩、石膏、桔梗、甘草、滑石、生薑、蔥白等19種中藥材，解表通裡、舒風清熱、治表裡三焦俱實、大便秘結、小便短赤、瘡瘍腫毒。另外，本方劑被收錄在台灣中藥典第三版的200種基準方中。